# Ống kính Canon ngàm EF

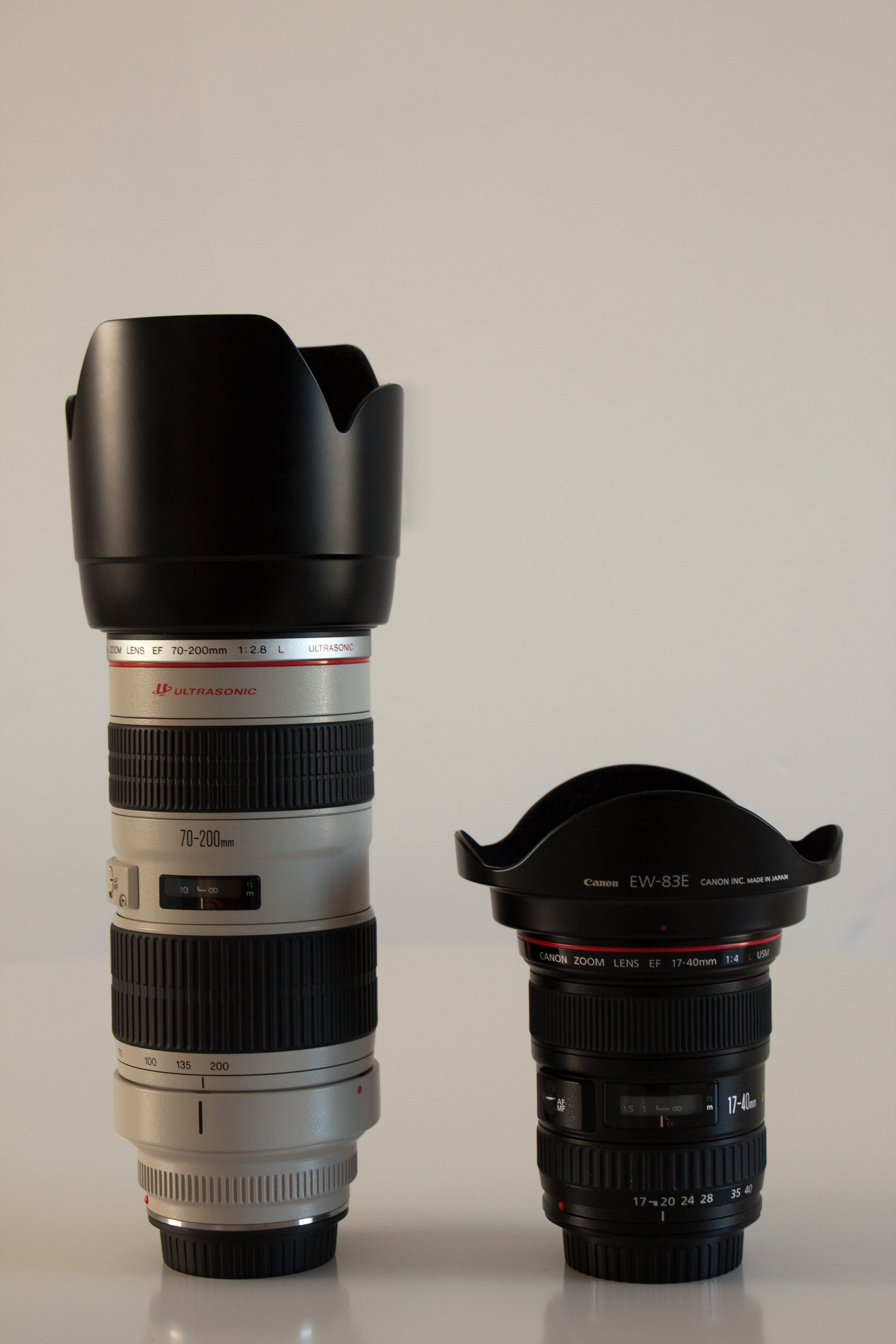
Canon EF 70-200mm F2.8L USM và Canon EF 17-40mm F4L USM cùng được lắp hood

Sản xuất từ năm 1987, ngàm EF là ngàm tiêu chuẩn cho các ống kính sử dụng cho các thân máy ảnh SLR và DSLR dòng EOS. EF viết tắt của "Electro-Focus" (lấy nét điện tử): việc lấy nét tự động được thực hiện bằng mô-tơ lấy nét tích hợp bên trong ống kính. Ngàm EF có dạng dao và có các chấu tiếp xúc điện tử giữa ống kính và thân máy, hoàn toàn không có cần gạt hay nút cơ khí nào trên ống kính.
Từ năm 2003, Canon bắt đầu đưa vào sản xuất ống kính ngàm EF-S, biến thể của EF, nhưng chỉ sử dụng cho các thân máy gắn cảm biến APS-C bắt đầu sản xuất từ 2003 trở đi. Các ống kính EF có thể gắn lên thân máy sử dụng ngàm EF-S nhưng không thể gắn ống kính ngàm EF-S lên thân máy chỉ tương thích ngàm EF, điều này khác với Nikon, tất cả các thân máy tương thích với tất cả các ống kính.
Từ tháng 10-2012, Canon ra mắt ống kính ngàm EF-M, một biến thể khác của EF tương tự như EF-S, nhưng chỉ tương thích với các máy ảnh không gương lật dòng M gắn cảm biến APS-C 1.6x. Người dùng có thể dùng được ống EF hay EF-S trên ngàm EF-M bằng ngàm chuyển EF-EOS M.
Canon tuyên bố họ đã sản xuất ống kính ngàm EF thứ 100 triệu (bao gồm ống kính từ các hãng khác cho máy của họ) vào ngày 22-4-2014.

## Lịch sử

Số lượng các ống kính ngàm EF của Canon (đỏ) và ngàm F của Nikon (xanh), tính tới lúc Canon tuyên bố họ đã sản xuất được 100 triệu ống

Ngàm EF được sản xuất ra để thay thế cho ngàm FD. Các ống kính lấy nét tự động tiêu chuẩn trước 1987 đều sử dụng mô-tơ lấy nét tích hợp trong thân máy. Điểm khác biệt của dòng EF là mô-tơ lấy nét đặt trong ống kính, chỉ có các chấu tiếp xúc đến máy để lấy điện vận hành ống kính và nhận tín hiệu điều khiển từ thân máy, do đó, mô-tơ sẽ được thiết kế cho phù hợp với loại ống kính.
Kể từ khi ra mắt vào năm 1987, EF là ngàm ống kính có đường kính lớn nhất (54mm ở phần bên trong) cho các máy ảnh film định dạng 35mm, thậm chí là cho đến tận khi các máy dùng cảm biến full-frame thay thế cho film. Do đó, việc chế tạo các ống kính khẩu độ 1.2 sẽ trở nên dễ dàng, trong khi Nikon chỉ có thể dừng lại ở 1.4 do đường kính ngàm nhỏ hơn.
Dòng EF bao gồm 80 ống kính các tiêu cự khác nhau, gồm cả ngàm EF, EF-S và EF-M, và thêm một số ống nhân tiêu cự Extender 1.4 và 2x. Bắt đầu từ 8 cho tới 1200mm. Nhiều ống EF có các đặc điểm bên ngoài như cơ cấu lấy nét USM, ổn định hình ảnh IS, giảm nhiễu xạ quang học, và đối với các ống kính dòng L thì có thêm các thấu kính flourite và phi cầu.

## Tính linh hoạt

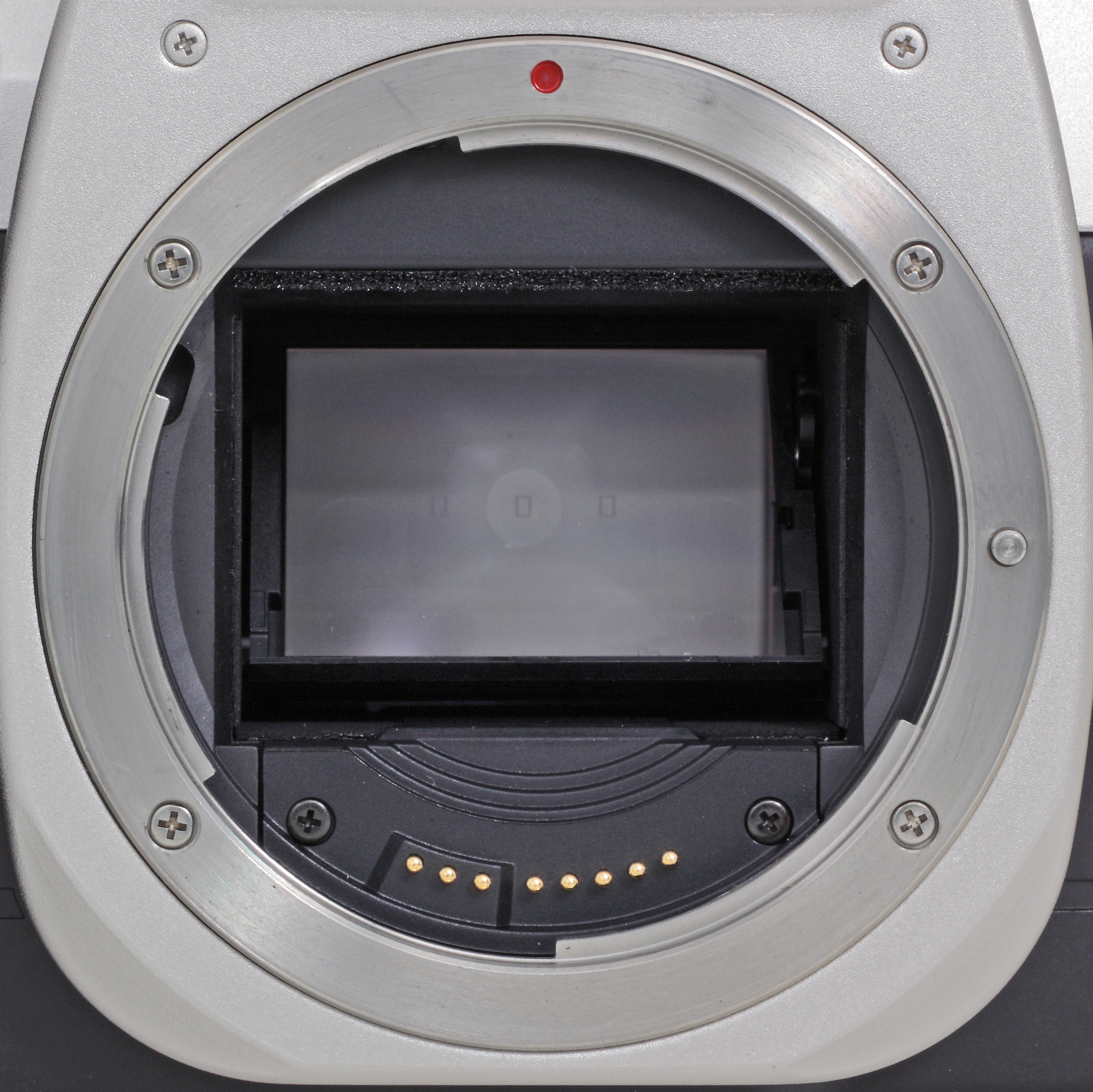
Ngàm EF trên EOS 50E

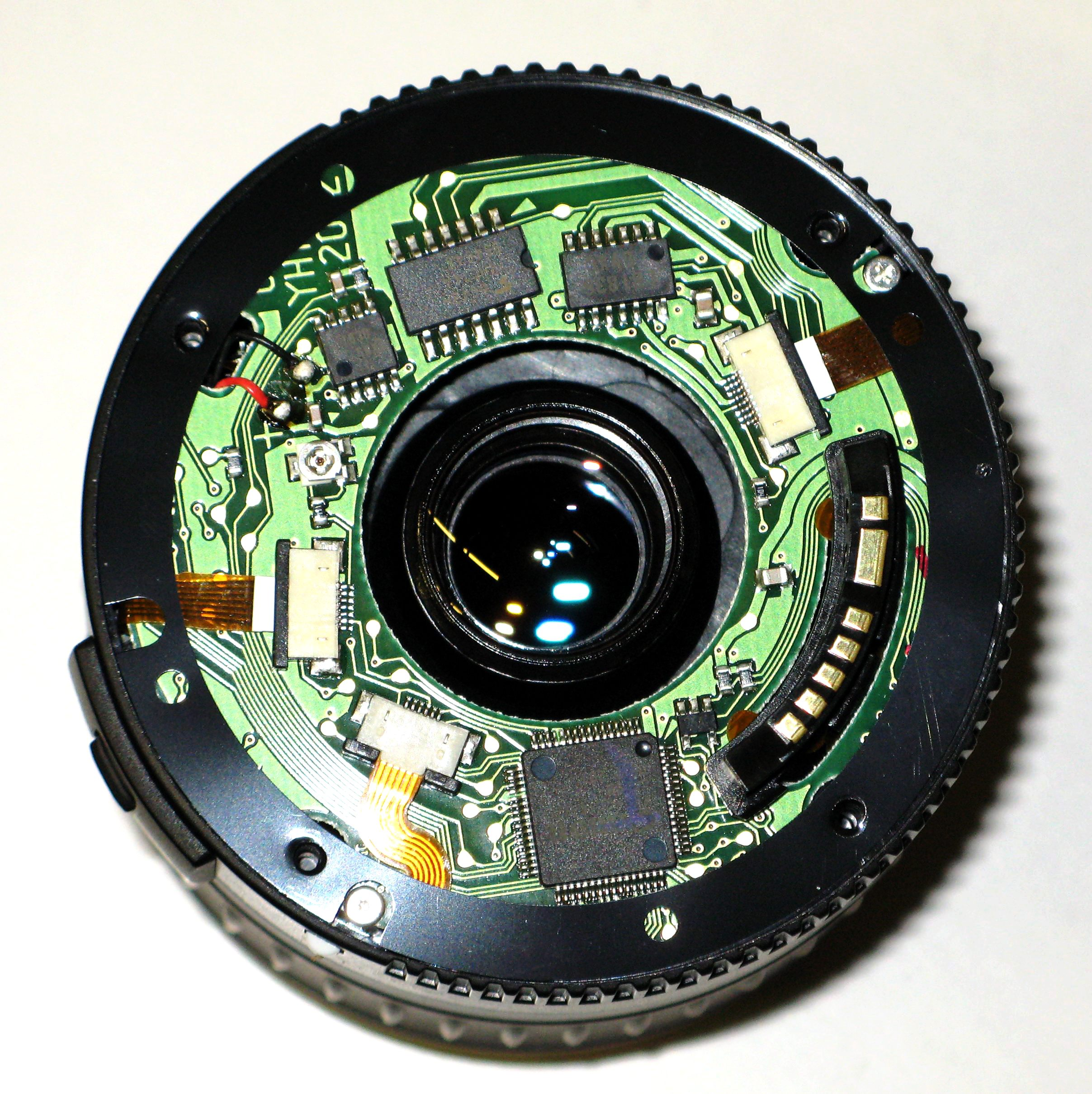
Mạch điện tử bên trong EF-S

Đường kính lớn và khoảng cách từ thấu kính cuối tới film/cảm biến lên tới 44mm nên ngàm EF có thể tương tích với nhiều ống kính khác nhau không do Canon sản xuất bằng việc sử dụng ngàm chuyển nhưng sẽ không thể chỉnh khẩu độ từ máy hoặc lấy nét tự động.
Các ống kính cho các thân máy ngàm FD sẽ không tương thích với các máy dòng EOS, trừ khi có ngàm chuyển có các thấu kính vì các thân máy dùng ngàm FD có khoảng cách từ thấu kính cuối tới film chỉ 42mm. Lấy nét ở vô cực cũng không thực hiện được do ngàm chuyển không có các thấu kính. Ngàm chuyển FD-EOS khá hiếm, và chỉ dùng được cho các ống tele ngàm FD. Khi dùng ống FD trên thân máy EOS, người dùng sẽ không thể điều chỉnh khẩu độ và thực hiện lấy nét tự động từ trên máy, do đó, phải thực hiện thủ công. Sau đó thì máy mới thực hiện đo sáng, nhưng ở khẩu độ mà người dùng đã cài đặt (gọi là stop-down metering)
Chỉ khi lắp ống dòng EF lên thân máy EOS (không tính các ống kính từ hãng thứ 3 cung cấp tương thích ngàm EF vào thời kì các DSLR của Canon đã được sản xuất như 17-50mm f/2.8 của Sigma, Tamron) thì máy mới có thể thực hiện điều chỉnh khẩu độ và lấy nét tự động, khép khẩu nhưng máy vẫn để khẩu độ lớn nhất để đo sáng chính xác.
Với việc ra mắt dòng máy không gương lật EOS-M năm 2012 thì lần đầu tiên các ngàm rẻ tiền có thể sử dụng hết tính năng, gồm lấy nét ở vô cực cho các ống FD và FL.
Với các ống kính khác,  ngàm chuyển có thể sử dụng như ống nghịch đảo, ống kính sẽ mất khả năng lấy nét ở vô cực. Mặt khác, các ống chuyển có thể là teleconverter, giúp tăng tiêu cự lên bấy nhiêu lần, nhưng khẩu độ và lượng ánh sáng đi vào sẽ giảm bấy nhiêu lần, chất lượng quang học cũng sẽ giảm đi.

### Ống kính từ bên thứ 3
Các ống kính từ hãng thứ 3 (đôi khi cũng gọi tắt là ống "for") tương thích với ngàm EF được sản xuất bởi Samyang, Schneider, Sigma, Tamron, Tokina, và Carl Zeiss. Các nhà sản xuất này sử dụng kỹ thuật đảo ngược để phân tích cấu trúc và tái hiện cách mà các máy EOS lấy nét tự động và đièu chỉnh khẩu độ điện tử. Các ống này hoàn toàn không được Canon hỗ trợ. Đôi khi các vấn đề về tương thích có thể xảy ra, nhưng các nhà sản xuất ống for không có quyền truy cập vào các thông số của Canon để kết nối với thân máy. Vấn đề này xảy ra khi sử dụng thân máy mới với ống kính for đời cũ. Tuy nhiên thường thì các nhà sản xuất thứ 3 vẫn có cách để giải quyết vấn đề này.

## Điều khiển và đặc điểm

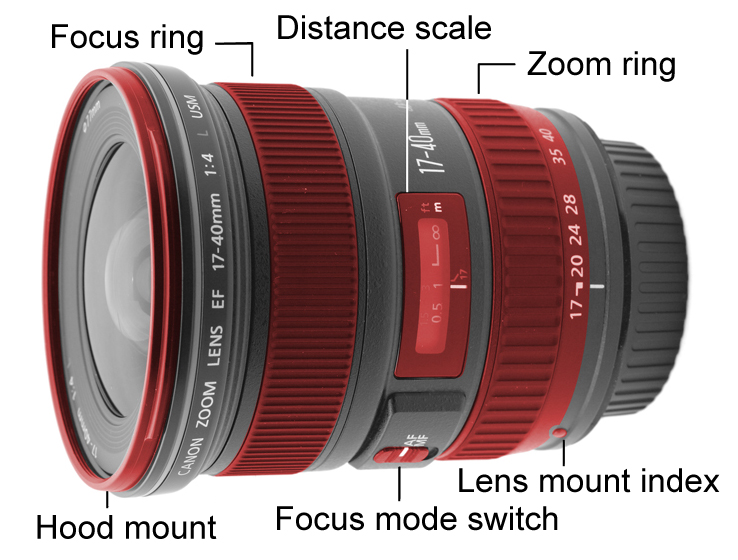
Các đặc điểm bên ngoài của 1 ống EF

Các ống EF thường có nhiều nút, vòng xoay bên ngoài giúp người dùng điều khiển ống kính. Số lượng nút và vòng xoay tùy thuộc ống kính. Các ống cấp thấp thì thường có rất ít, trong khi các ống cao cấp, đặc biệt là các ống siêu tele thì có nhiều vòng xoay và nút với các chức năng nâng cao.
Chỉ ngàm ống kính: Có trên tất cả các ống EF. Nó được dùng để thông báo sự tương thích giữa ống kính EF và thân máy EOS, ống EF thì có 1 chấm tròn đỏ được làm nổi lên, ống EF-S là 1 hình vuông trắng in lên thân ống kính hoặc được làm nổi. Ngàm ống kính của các thân máy EOS sử dụng cảm biến APS-C có cả dấu trắng và đỏ trên vành ngàm, trong khi các thân máy dùng film (hoặc cảm biến full-frame) thì chỉ có chấm đỏ.
Vòng lấy nét: có trên đa số các ống kính của Canon, dùng điều chỉnh điểm hội tụ. Nó thường được đặt trên thân ống kính, có thể xoay. Đối với một số ống kính như 18-55, thì chỉ đơn giản là ống phía trong ống kính.
Vòng zoom: Có trên phần lớn các ống kính zoom của Canon dùng để thay đổi chiều dài tiêu cự ống kính. Vòng zoom thường khá chắc chắn, các tiêu cự được in sẵn trên đó. Để chuyển tới các tiêu cự khác nhau, người dùng có thể xoay vòng zoom đến tiêu cự mình muốn. Tiêu cự thường được đánh màu trắng, đen, ở mép vòng zoom.

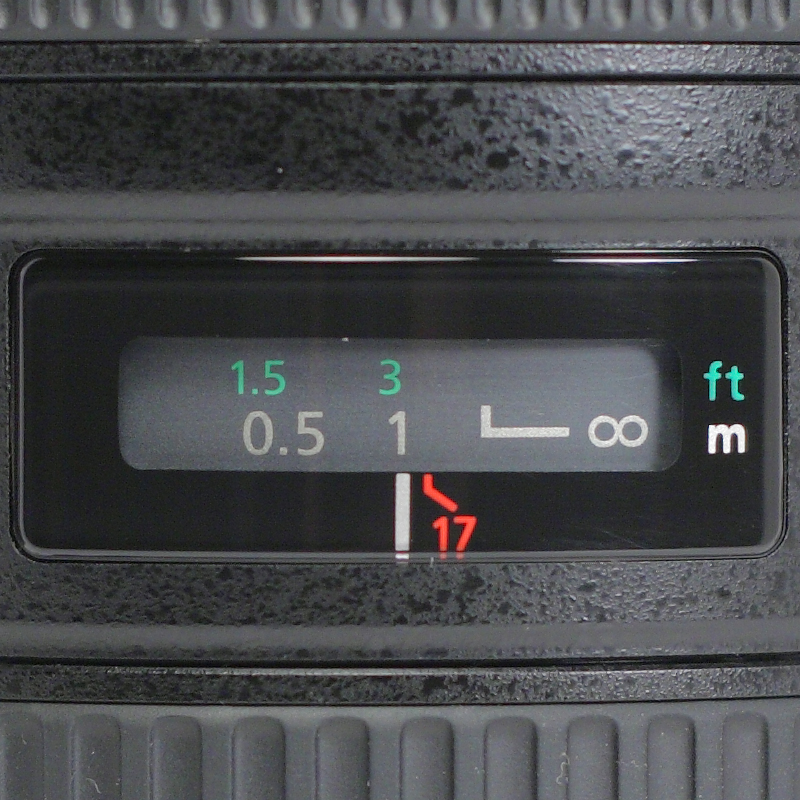
Thước khoảng cách của các ống EF

Distance scale window: Tìm thấy trên nhiều ống kính EF. Nó có tác dụng là giúp người chụp biết được khoảng cách đến đối tượng, điều chỉnh tiêu cự cho phù hợp. Nó được kết nối với vòng lấy nét. Khi xoay, thước đo khoang cách sẽ xoay, người dùng sẽ nhìn thấy khoảng cách thay đổi. Tại một số ống có thước đo còn có các chỉ số hồng ngoại, màu đỏ, đặt bên dưới thước đo. Nó được sử dụng để chỉnh vùng hội tụ khi người dùng chụp ảnh hồng ngoại, lấy nét chính xác khi chụp ảnh với quang phổ nhìn được sẽ trở thành mất nét với ảnh hồng ngoại. Để thực hiện  điều chỉnh thì đầu tiên cần lấy nét vào vật thể, sau đó xoay vòng lấy nét tới chỉ số hồng ngoại đã được đánh dấu.

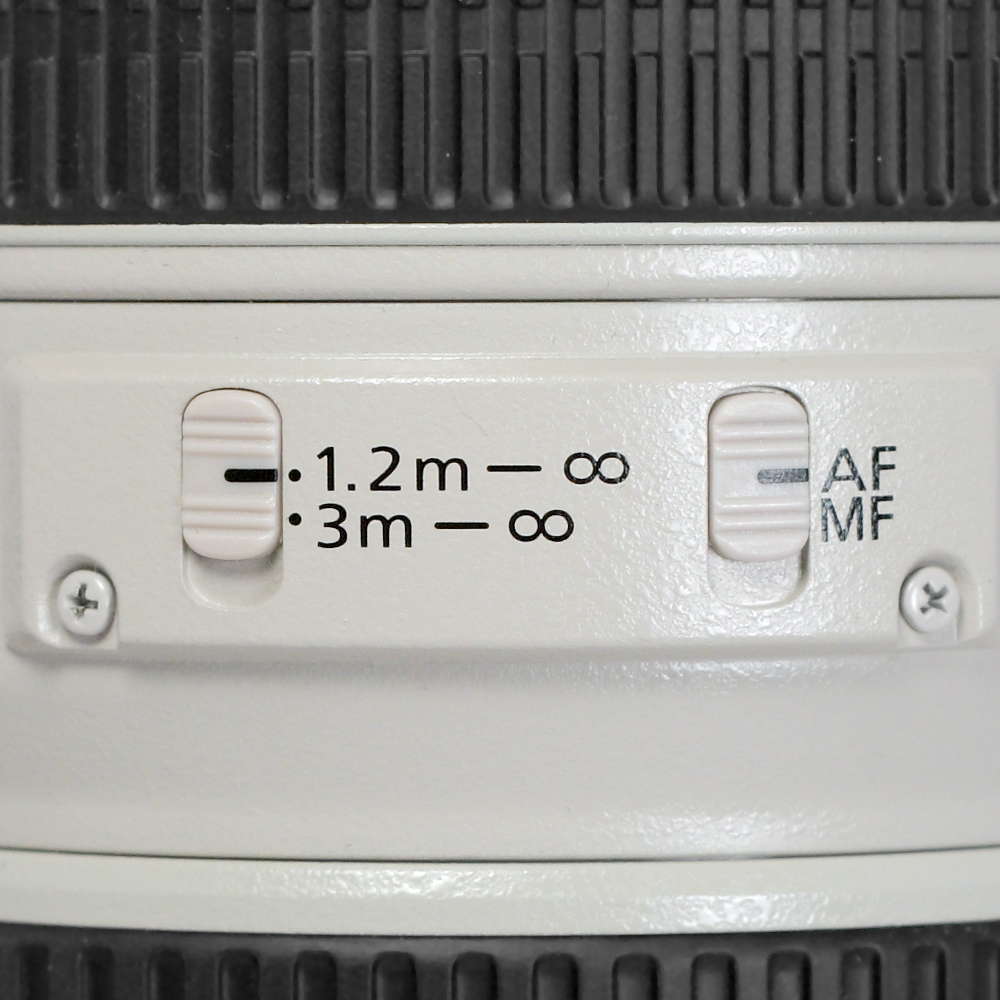
Nút chỉnh chế độ hội tụ và khoảng cách lấy nét tối thiểu

Nút AF/MF (chỉnh chế độ lấy nét): Có trên tất cả các ống kính. Nó được dùng để chọn lấy nét tự động hoặc thủ công. Khi chọn AF, máy sẽ thực hiện lấy nét. Khi chọn MF, người dùng sẽ phải xoay vòng lấy nét. Một số ống kính hỗ trợ full-time manual: lấy nét tay toàn phần ngay cả khi đang chọn AF mà không gây hỏng hóc cho ống kính.
Nút giới hạn khoảng cách lấy nét: Thường có trên các ống tele, siêu tele và macro, nhằm giới hạn khoảng cách lấy nét khi sử dụng ở AF. Hầu hết các ống kính đều có 2 chế độ: từ nhỏ nhất tới vô cực hoặc từ một nửa khoảng lấy nét cho tới vô cực. Điều này giúp giảm thời gian lấy nét tự động. Khi người chụp biết chắn chắc không cần lấy nét ở một phần nào đó của khoảng lấy nét, việc giới hạn là cần thiết, giảm bớt thời gian lấy nét.
Vòng lấy nét mịn: Có trên ống 135mm "nét mịn", có 3 mức sắc nét từ 0 đến 2.

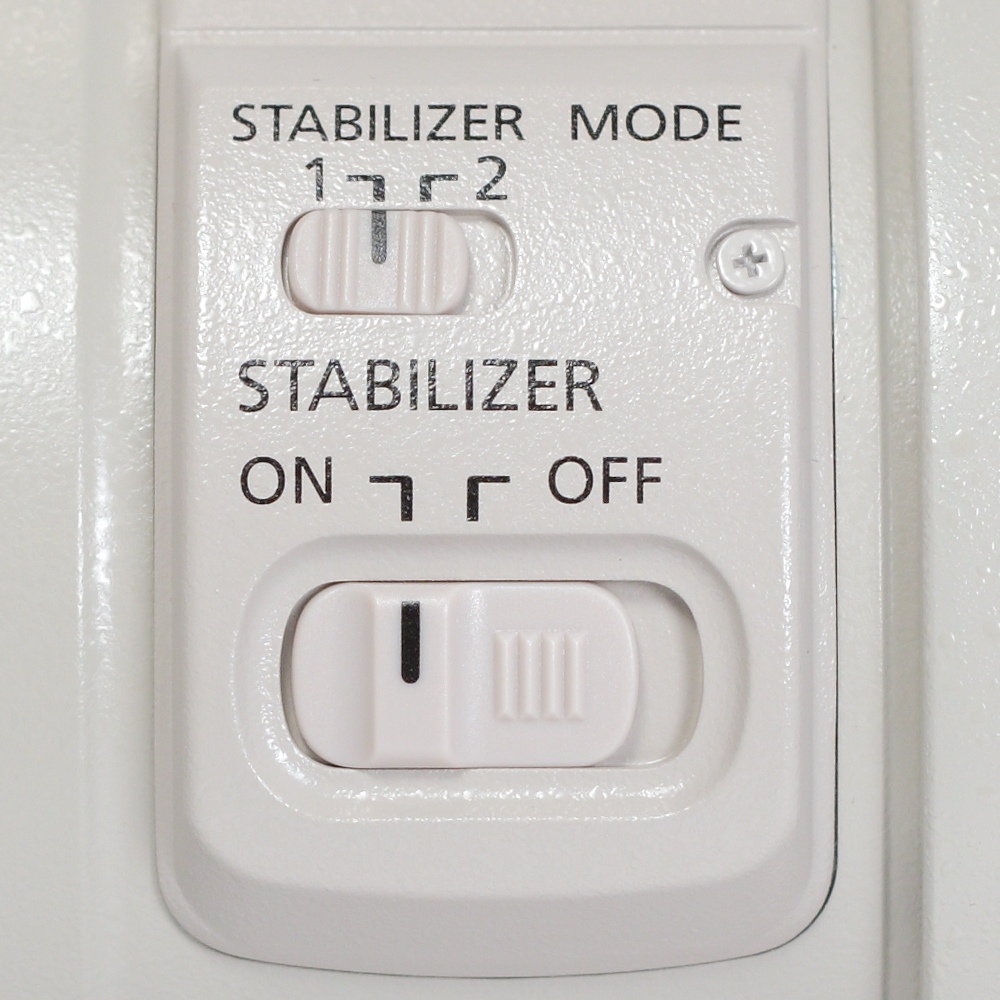
Các mức ổn định hình ảnh

Nút Image Stabilizer (ổn định hình ảnh): Có trên các ống kính có cơ cấu này. Nút gạt có 2 chế độ "on"(|), "off"(o).
Nút Image stabilizer mode (chế độ ổn định hình ảnh): Có trên các ống có tiêu cự dài, có 2 chế độ: Mode 1 và Mode 2. Phiên bản mới nhất IS II có thêm mode 3 (như 300mm f/2.8L, 400mm f/2.8L, 500mm f/4L, and 600mm f/4L), 200–400mm f/4L IS và 100–400mm f/4–5.6L IS II. Mode 1 là chế độ thông thường, khi chủ thể đứng yên. Mode 2 cho lia máy, dùng cho nhiếp ảnh thể thao hoặc thú hoang dã, khi mà đối tượng di chuyển đột ngột và cần lia máy. Mode 3 là dùng khi bám theo hành động của đối tượng, tương tự Mode 2 ở việc lia máy. Một số ống kính như EF-S 18-200mm, EF-S 55-250mm IS STM, EF 70-200 f/2.8L IS II USM có khả năng xác định lia máy và tự động tắt IS theo chiều vuông góc với chiều lia máy mà không yêu cầu phải tắt IS.
Nút Autofocus stop (Dừng AF): Tìm thấy trên các ống kính siêu tele. Được dùng để tạm thời dừng lấy nét. Để dùng nút này, người dùng phải bật lấy nét tự động, sau đó ra lệnh dừng lấy nét, ấn và giữ nút đó. Để tiếp tục lấy nét, ấn 1 lần nữa để nhả nút. Một số thân máy mới có chức năng này, ví dụ EOS 7D, có thiết lập cài đặt nút để khởi động tính năng này.
Nút Focus preset: Có trên hầu hết ống siêu tele. Các nhiếp ảnh gia có thể sử dụng tính ăng này để ghi sẵn khoảng lấy nét mong muốn, sau đó trong một số trường hợp, có thể sử dụng luôn mà không cần lấy nét lại. Nút này có 3 cài đặt: off (o), on (|), hoặc on with sound, nếu như có âm thanh được lập sẵn.

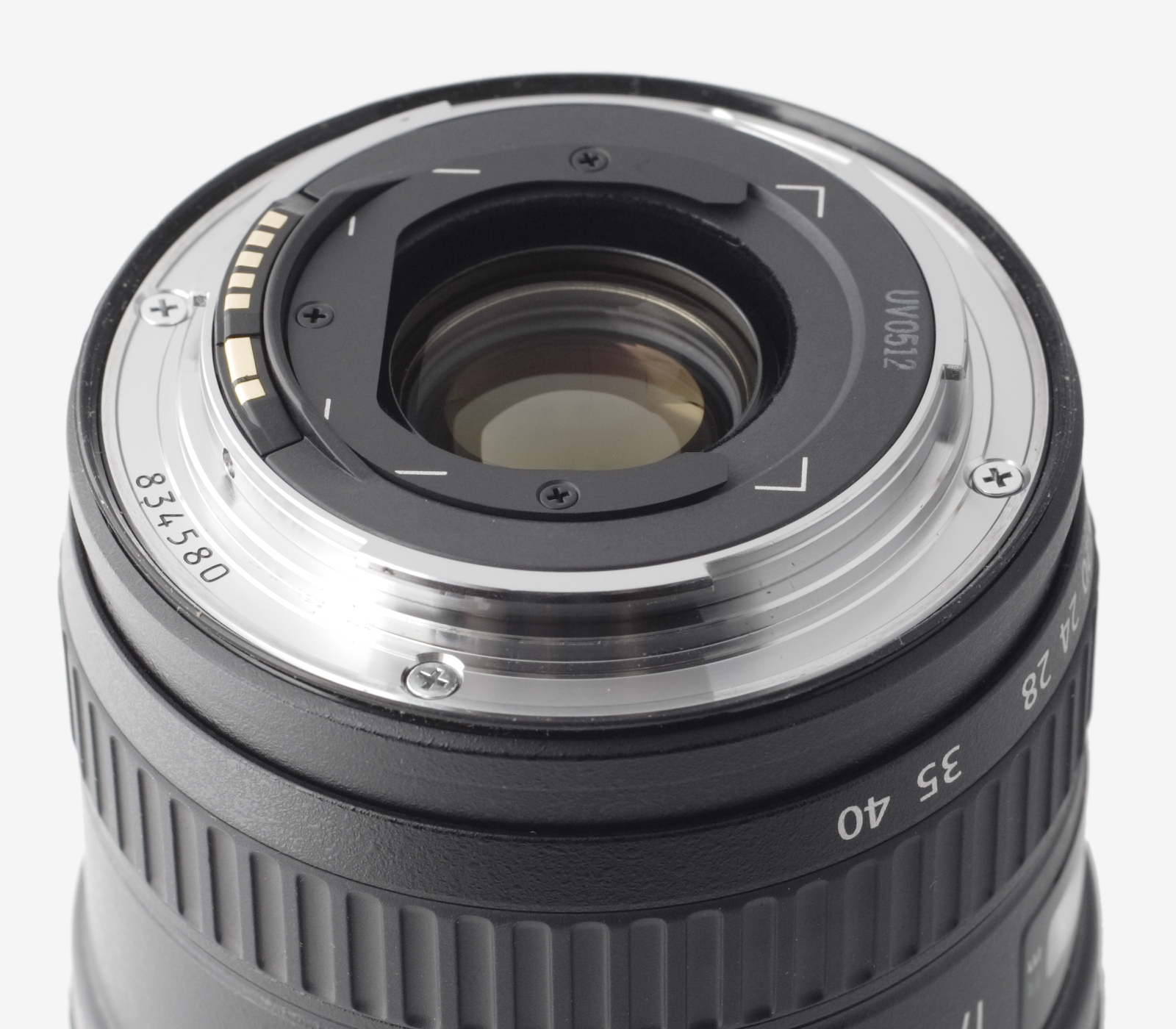
Gá giữ gel filter trên ống EF

Ngàm filter: Nằm ở đầu ống kính. Có ba loại: ngàm đằng trước, ngàm bên trong, gá giữ gel. Các ống siêu tele đều sử dụng filter tích hợp, chúng được đặt vào nhờ 2 nút giữ trên ngàm, ấn nút và đặt filter vào trong. Đối với gá giữ gel thì người dùng có thể cắt một miếng nhỏ gelatin, sau đó bỏ vào gá giữ ở đuôi ống kính. Tất cả các ống EF đều có thể dùng filter, và có 1 hoặc 2 trong ba loại trên.
Ngàm hood: Mọi ống EF đều có. Nó được sử dụng để gắn hood. Ngàm hood có dạng dao trên phần lớn các ống EF, hoặc dạng cài như trên một số ống mới như 24-70 f/2.8L II USM (2012), 24-105 f/4L IS II USM (2016).
Vòng gắn tripod: Thường được dùng cho các ống có tiêu cự dài và macro. Nó được dùng để gắn ống kính lên tripod. Có hai loại là: một loại gồm 2 mảnh, mở ra, gắn vào vị trí đã định trên thân ống, đóng lại và vặn chặt khóa, ví dụ vòng gắn của họ 70-200. một loại khác được gắn trực tiếp vào ống kính, không tháo ra được, nhưng có thể xoay ngược đế gắn lên trên trong người dùng cầm tay, ví dụ 200-400 f/4L IS USM hay các ống 1 tiêu cự 300, 400mm... Đối với các ống zoom/1 tiêu cự có tiêu cự dài như 70-200, 100-400, 200-400, 200, 300... thì việc có vòng gắn tripod là cần thiết, do khối lượng ống thường nặng hơn thân máy, ngay cả dòng 1D.

## Công nghệ bên trong
Cùng với việc ra mắt EOS 300D thì Canon cũng ra mắt loại ngàm ống kính mới EF-S, biến thể của EF, mà trong đó S là viết tắt của "Small image circle". Các ống EF có thể lắp lên các máy dùng cảm biến APS-C 1.6x, nhưng EF-S không thể lắp lên thân máy dòng 1D, 5D, 6D.
Do cảm biến APS-C nhỏ hơn full-frame, nên có thể chế tạo các ống kính nhỏ hơn và nhẹ, do đó việc sản xuất sẽ đơn giản hơn, tốn ít nguyên liệu hơn, dẫn tới giá thành rẻ hơn. Do cảm biến full-frame khá lớn nên việc chế tạo các ống kính góc rộng như 11-24mm f/4L IS USM, 16-35 f/2.8L, hay các ống kính tele khẩu độ lớn như 70-200 f/2.8L khá phức tạp, tốn kém, dẫn tới giá thành cao, chưa kể việc sử dụng các thấu kính chất lượng cao nhằm giảm thiểu lỗi quang học càng khiến cho giá tăng thêm nữa.
Ngay cả khi lắp được ống dùng ngàm EF-S lên thân máy dùng full-frame hay APS-H 1,3x thì tại góc rộng nhất, ảnh tạo ra sẽ bị tối 4 góc do hình tròn tạo ra không đủ lớn. Thứ 2 là cảm biến nhỏ hơn sẽ cần gương lật nhỏ hơn, phần cuối ống kính sẽ được mở rộng mà không có rủi ro gương lật đập vào thấu kính cuối, đặc biệt là với các ống góc rộng
Dòng 1D tuy không phải tất cả được trang bị cảm biến full-frame mà có cả định dạng APS-H, tuy vậy, vẫn lớn hơn APS-C 1.6x nên không tương thích với ống EF-S.
Cùng với việc ra mắt máy không gương lật đầu tiên EOS M (M là viết tắt của mirrorless), thì Canon cũng ra mắt ống kính ngàm EF-M, biến thể của EF, chỉ tương thích với dòng M, đồng thời cũng không thể lắp trực tiếp các ống EF hay EF-S vào ngàm EF-M. Do đó đối với những người dùng EF-M nhưng muốn sử dụng ống EF hay EF-S thì có thể mua thêm ngàm chuyển EF-EOS M.

### Mô-tơ siêu thanh

Logo ultrasonic

Ultrasonic motor (USM) được đưa lên lần đầu tiên trong ống kính 300mm f/2.8L USM vào năm 1987, do đó Canon là hãng máy ảnh đầu tiên đưa công nghệ USM vào sản xuất hàng loạt. Các ống kính Canon được trang bị USM có khả năng lấy nét rất nhanh, chính xác, và không ồn, ưu việt hơn các mô-tơ lấy nét khác.
Có ba loại USM: "ring-type USM" (USM dạng vòng), "micromotor USM" (mô-tơ USM cỡ micro) và "Nano USM". USM dạng vòng được sử dụng phổ biến nhất, hỗ trợ lấy nét tay toàn phần (người dùng vẫn có thể xoay vòng lấy nét khi nút chọn chế độ lấy nét ở AF). Micro USM có giá rẻ hơn USM dạng vòng. Nano USM ra mắt vào đầu năm 2016, dùng trong EF-S 18-135 IS USM, kết hợp khả năng lấy nét nhanh của USM dạng vòng với sự êm ái, yên lặng của STM
Sự khác biệt giữa ống bên ngoài (để phân biệt) các ống sử dụng USM dạng vòng và micro USM là thước đo khoảng cách. Tất cả các ống kính sử dụng USM dạng vòng đều có thước đo, còn micro USM không có. Tuy nhiên ngoại lệ là ống 50mm f/1.4 vẫn có thước đo dù được trang bị micro USM. Hầu hết các ống L đều dùng USM dạng vòng, ngoại trừ 100-300 f/5.6L và 20-35 f/2.8L
Các ống cấp thấp sử dụng USM đều được sơn 1 vòng vàng kèm "Ultrasonic" ở đầu ống, trên thân ống gần ngàm cũng có "Ultrasonic" màu vàng. Các ống dòng L thì có viền đỏ thay vì vàng, nhưng chữ "Ultrasonic" lại được sơn ở thân ống thay vì đầu và cũng có màu đỏ hoặc màu trắng.

### Mô-tơ bước

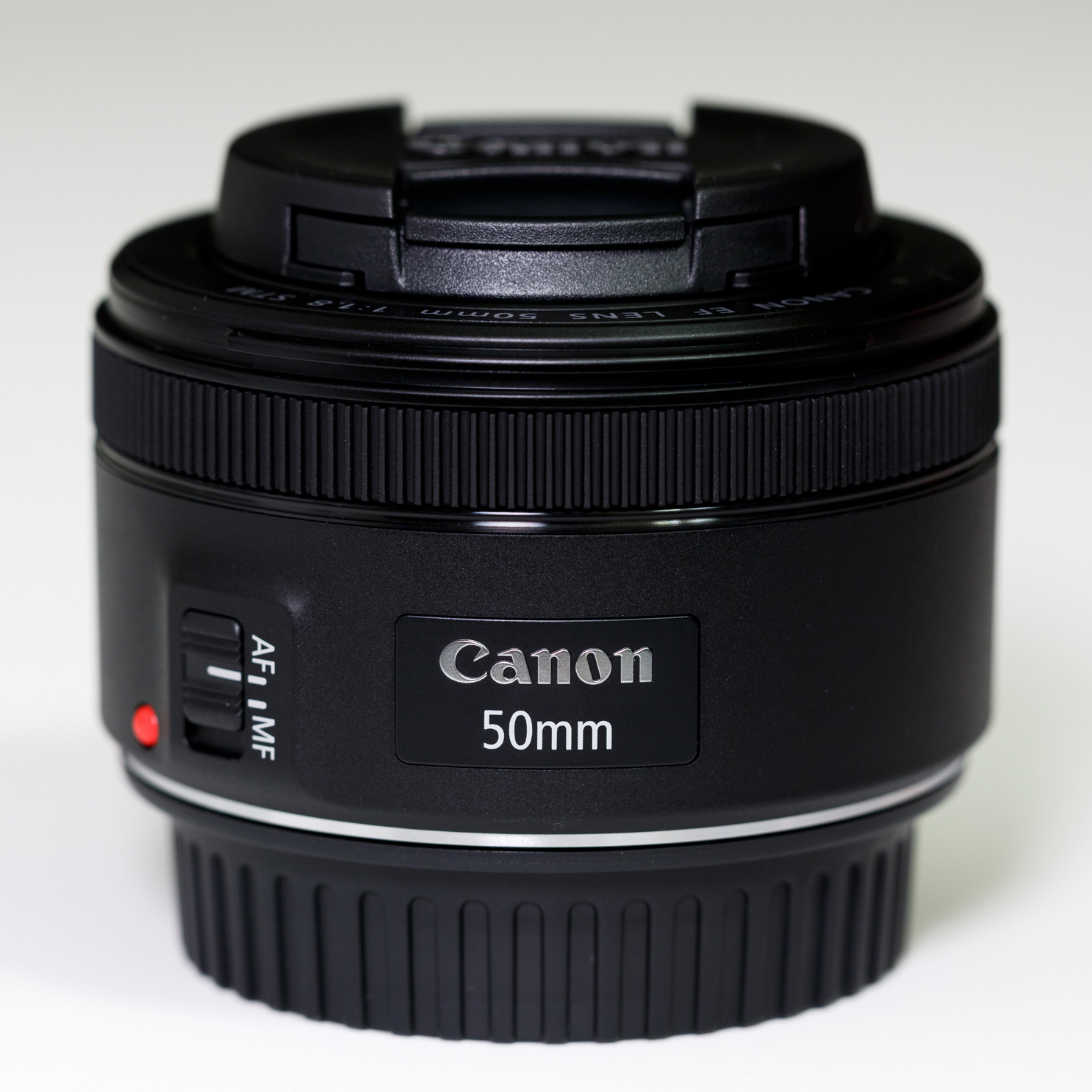
EF 50mm f/1.8 STM

Canon ra mắt ống kính có mô-tơ bước (STM) vào tháng 6-2012, bên cạnh EOS 650D.
Canon tuyên bố công nghệ này giúp lấy nét tự động êm ái và mượt mà hơn, các thân máy tương thích (bắt đàu từ 650D trở đi) sẽ hỗ trọ ống kính này trong live view và quay video. Không giống USM, các ống kính hỗ trợ STM sử dụng lấy nét qua dây để kích hoạt chế độ lấy nét tay toàn phần. 2 nhược điểm của STM là: Việc yêu cầu xử lý máy tính hóa có thể thể dẫn tới "lag". Thứ 2 sử dụng mô-tơ lấy nét tự động yêu cầu năng lượng, do đó, khi không kết nối với máy thì không thể thay đổi điểm hội tụ.
Tất cả các ống EF-M đều sử dụng công nghệ STM.
Các ống trang bị STM đều có chữ STM nằm phía trước ống kính, cạnh dòng định danh ống kính.

### Ổn định hình ảnh

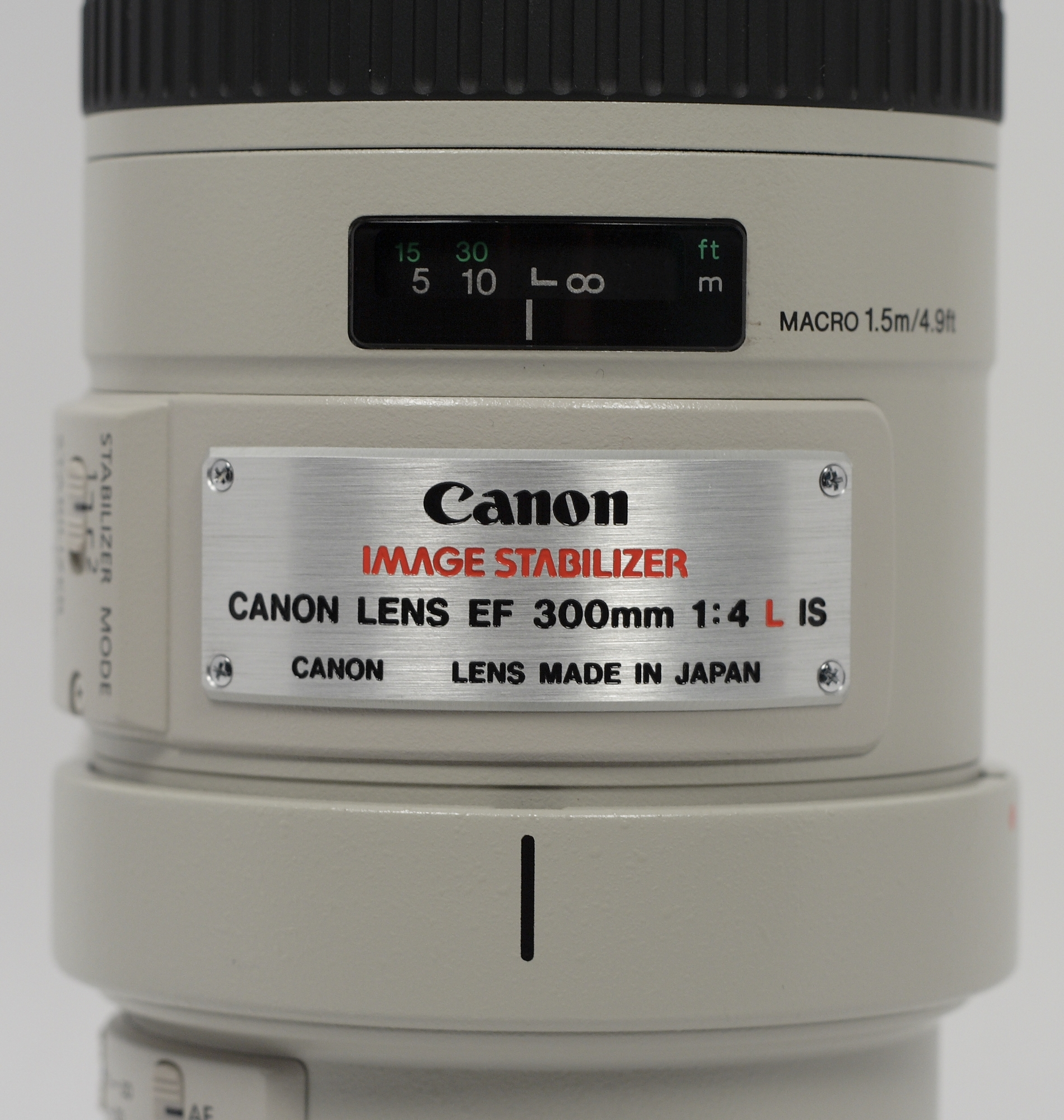
Ống 300mm f/2.8L USM phiên bản có IS

Ổn định hình ảnh (Image Stabilizer - IS) là công nghệ nhận diện sự di chuyển khi cầm tay và giữ cho hình ảnh thu được không bị mờ nhòe. IS không có tác dụng giúp "đóng băng" đối tượng khi đang di chuyển. Nó giúp hình ảnh ổn định từ 2 đến 5 stop, phụ thuộc vào IS của ống kính.
Các phiên bản công nghệ IS mà Canon đã ra mắt bao gồm:
- Phiên bản đầu tiên được sử dụng trên ống 75-300mm (1995), đạt mức 2 stop.
- Ống 300mm f/4L IS USM, ra mắt năm 1997 là ống đầu tiên dùng IS có Mode 2, nhận biết khi người dùng lia máy theo chiều dọc hoặc ngang.
- Nắm 1999, IS được trang bị cho các ống từ 300mm f/2.8L cho tới 600mm f/4L có khả năng nhận biết khi ống được lắp lên tripod.
- Năm 2001, IS thế hệ 2 được trang bị trên phiên bản 70-200 f2/8L IS USM, ổn định tới 3 stop.
- Năm 2006, IS thế hệ 3 trang bị trên phiên bản 70-200 f/4L IS USM, ổn định tới 4 stop.
- Năm 2008, IS thế hệ 4 trang bị trên phiên bản 200mm f/2L IS USM, ổn định tới 5 stop.[12]
- Năm 2009, ống EF 100mm f/2.8L Macro IS USM là ống đầu tiên trang bị Hybrid IS[13]
- Năm 2011, Mode 3 lần đầu được trang bị cho 2 ống 300mm f/2.8L IS II USM và 400mm f/2.8L IS II USM.

Tất cả các ống có IS đều được sơn chữ "Image Stabilizer" trên thân ống. Trên các ống tele lớn hơn, dòng "Image Stabilizer" được khắc chữ kim loại trên thân. Tuy nhiên trên một số ống zoom cấp thấp như EF-S 17-85 hay EF 28-135 thì "Image Stabilizer" cũng được làm bằng kim loại.

### Giảm nhiễu xạ quang học

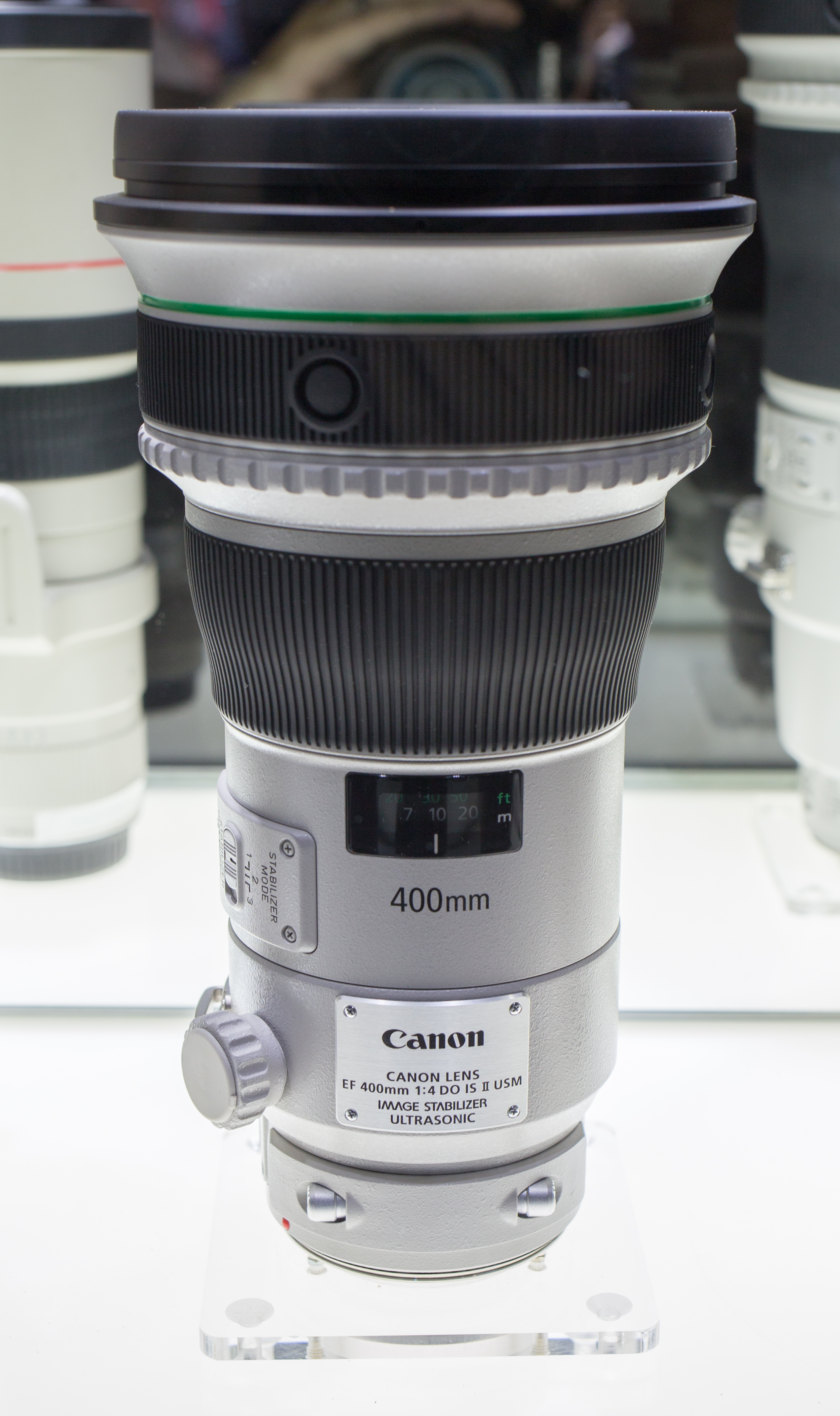
Canon EF 400 f/4 DO II IS USM

Diffractive optics (giảm nhiễu xạ quang học) (DO) là các tháu kính đặc biệt, chỉ sử dụng cho một số ống kính. Các ống DO có kích thước nhỏ nhẹ hơn, triệt tiêu quang sai, dễ cầm hơn so với các ống có cùng tiêu cự và khẩu độ khác. Do đó, việc sản xuất trở nên phức tạp hơn,  giá của chúng rất đắt. Chỉ có 3 ống có DO: 400mm f/4L DO IS USM, 400mm f/4L DO II IS USM, 70-300mm f/4.5-5.6 DO IS USM. Các ống DO được đánh dấu bằng 1 viền xanh lá cây ở đầu ống.

### Các ống kính dòng L

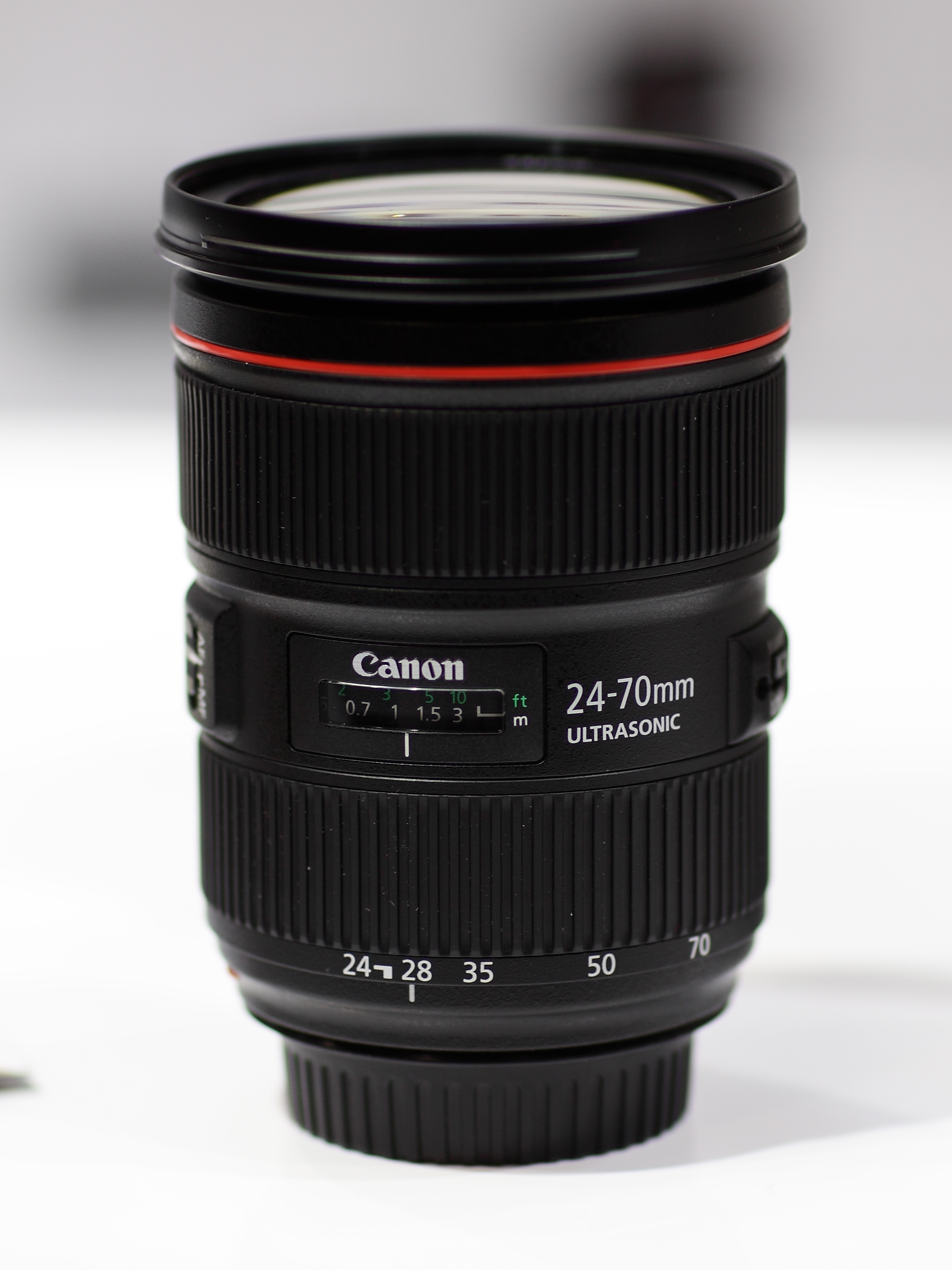
Canon EF 24-70L II USM, ống kính zoom chuẩn dòng L

Các ống kính cao cấp của Canon đều được đánh dấu L với viền đỏ ở đầu, L là viết tắt của "Luxury". Ống L tương thích với tất cả các máy dùng ngàm EF cũng như EF-S, chúng được những người dùng nhiều kinh nghiệm và giới chuyên nghiệp đánh giá cao, do có khung vỏ chắc chắn, chống thời tiết, chất lượng quang học rất tốt, khẩu độ lớn, mô-tơ USM dạng vòng rất nhanh và chính xác. Tất cả các ống L đều có hood và túi đựng. Không chỉ có viền đỏ ở đầu, mà nhiều ống còn được sơn trắng toàn thân. Điều này không chỉ gây "ấn tượng" hơn khi nhìn vào, mà còn có tác dụng để phản xạ nhiệt khi sử dụng ngoài trời trong thời gian dài, đặc biệt trong thời tiết nóng. Để có chất lượng quang học vượt trội, các ống dòng L được trang bị các thấu kính fluorite, UD, phi cầu cũng như các công nghệ tráng phủ đặc biệt.
Sở hữu nhiều ống L với ít nhất 2 thân máy EOS dòng 1D là điều kiện để có tên trong Canon Professional Services tại hầu hết các thị trường (ví dụ: 3 ở châu Âu  và Australia, 2 ở Malaysia và Singapore 1 ở Hong Kong).

## Giao thức kết nối
Giao thức kết nối giữa thân máy và ống kính là 8-data-bit, 1-stop-bit SPI (mode 3). Các chấu, từ trái snag phải gồm:
| Tên   | Chức năng                                                  | Ghi chú                                         |
| ----- | ---------------------------------------------------------- | ----------------------------------------------- |
| VBat  | đầu vào năng lượng cho mô-tơ lấy nét 6V                    | Các chấu hiện nay trên ống kính và thân máy EOS |
| P-Gnd | "Power ground"                                             | Các chấu hiện nay trên ống kính và thân máy EOS |
| P-Gnd | "Power ground"                                             | Các chấu hiện nay trên ống kính và thân máy EOS |
| VDD   | đầu vào điện 5,5V                                          | Các chấu hiện nay trên ống kính và thân máy EOS |
| DCL   | Dữ liệu từ thân máy ra ống kính (MOSI)                     | Các chấu hiện nay trên ống kính và thân máy EOS |
| DLC   | Dữ liệu từ ống kính về máy (MISO)                          | Các chấu hiện nay trên ống kính và thân máy EOS |
| LCLK  | (SCLK, CPOL=1)                                             | Các chấu hiện nay trên ống kính và thân máy EOS |
| D-GND |                                                            | Các chấu hiện nay trên ống kính và thân máy EOS |
| COM1  | Chấu teleconverter                                         | Chỉ có trên các ống kính dòng L và ống Macro.   |
| EXT0  | Lối tắt đến 'Life Size Converter' vò ống nhân tiêu cự x1.4 | Chỉ có trên các ống kính dòng L và ống Macro.   |
| EXT1  | Lối tắt đến COM1 cho ống nhân tiêu cự x2 và x1.4           | Chỉ có trên các ống kính dòng L và ống Macro.   |

Thông tin từ ống kính mà máy ảnh sử dụng gồm đo sáng và lấy nét, với các thân máy kĩ thuật số hiện nay thì ghi nhậnthoong tin về ống kính vào dữ liệu Exif của ảnh.
Tất cả các ống 1 tiêu cự dòng L từ 135mm trở lên, ống 400mm DO, ống zoom 70–200mm, ống zoom 100–400mm, ống zoom 200–400mm và 50mm Compact Macro có 3 chấu phụ. Chúng được dùng cho  Canon Extender EF và Life-Size Converter EF để yêu cầu ống kính thay đổi tiêu cự, khẩu độ khi lắp ống nhân tiêu cự. Đồng thời, tốc độ lấy nét khi lắp ống nhân tiêu cự sẽ giảm đi để việc lấy nét được chính xác.

## Danh sách các ống kính ngàm EF
Các ống kính EF cũng như các thân máy EOS được đánh số La Mã I, II, III, IV.. theo thế hệ, ở thế hệ đầu tiên thì không có đánh số. Việc đánh số La Mã được dùng cho thế hệ IS, DO, dòng L cũng các cơ cấu lấy nét.
Các ống kính dòng L được chia làm hai loại theo tiêu cự:
- Zoom: các ống có nhiều tiêu cự
- Prime: các ống chỉ có 1 tiêu cự

### Zoom

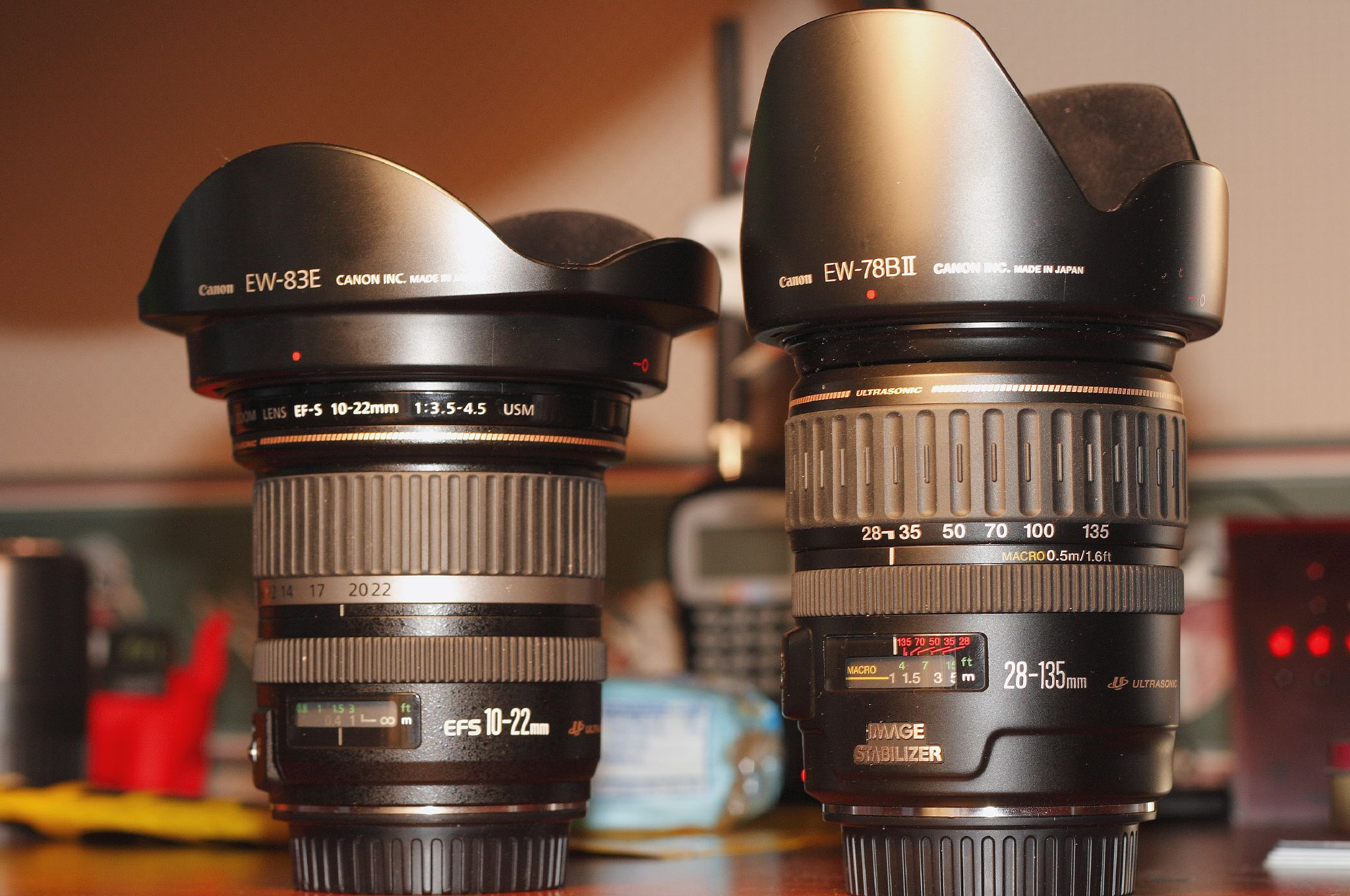
EF-S 10-22 USM và EF 28-135 IS USM

| Chiều dài tiêu cự | Khẩu độ    | Đang sản xuất | USM   | IS    | Dòng L | DO    | Cỡ filter      |
| ----------------- | ---------- | ------------- | ----- | ----- | ------ | ----- | -------------- |
| 8–15 mm (fisheye) | f/4        | 2010          | Có    | Không | Có     | Không | không          |
| 11–24mm           | f/4        | 2015          | Có    | Không | Có     | Không | rìa            |
| 16–35 mm          | f/2.8      | 2001          | Có    | Không | Có     | Không | 77mm           |
| 16–35mm II        | f/2.8      | 2007          | Có    | Không | Có     | Không | 82mm           |
| 16–35mm III       | f/2.8      | 2016          | Có    | Không | Có     | Không | 82mm           |
| 16–35mm IS        | f/4        | 2014          | Có    | Có    | Có     | Không | 77mm           |
| 17–35 mm          | f/2.8      | 1996          | Có    | Không | Có     | Không | 77mm           |
| 17–40 mm          | f/4        | 2003          | Có    | Không | Có     | Không | 77mm           |
| 20–35 mm          | f/2.8      | 1989          | Không | Không | Có     | Không | 72mm           |
| 20–35mm           | f/3.5–4.5  | 1993          | Có    | Không | Không  | Không | 77mm           |
| 22–55 mm          | f/4-5.6    | 1998          | Có    | Không | Không  | Không | 58mm           |
| 24–70 mm          | f/2.8      | 2002          | Có    | Không | Có     | Không | 77mm           |
| 24–70 mm II       | f/2.8      | 2012          | Có    | Không | Có     | Không | 82mm           |
| 24–70 mm          | f/4.0      | 2012          | Có    | Có    | Có     | Không | 77mm           |
| 24–85 mm          | f/3.5-4.5  | 1996          | Có    | Không | Không  | Không | 67mm           |
| 24–105 mm         | f/4        | 2005          | Có    | Có    | Có     | Không | 77mm           |
| 24–105mm II       | f/4        | 2016          | Có    | Có    | Có     | Không | 77mm           |
| 24–105 mm STM     | f/3.5-5.6  | 2014          | Không | Có    | Không  | Không | 77mm           |
| 28–70 mm          | f/2.8      | 1993          | Có    | Không | Có     | Không | 77mm           |
| 28–70mm II        | f/3.5-4.5  | 1988          | Không | Không | Không  | Không | 52mm           |
| 28–80 mm          | f/2.8-4    | 1989          | Có    | Không | Có     | Không | 72mm           |
| 28–80mm           | f/3.5-5.6  | 1996          | Không | Không | Không  | Không | 58mm           |
| 28–80mm II        | f/3.5-5.6  | 1999          | Không | Không | Không  | Không | 58mm           |
| 28–80 mm I        | f/3.5-5.6  | 1991          | Có    | Không | Không  | Không | 58mm           |
| 28–80mm II        | f/3.5-5.6  | 1993          | Có    | Không | Không  | Không | 58mm           |
| 28–80mm III       | f/3.5-5.6  | 1995          | Có    | Không | Không  | Không | 58mm           |
| 28–80mm IV        | f/3.5-5.6  | 1996          | Có    | Không | Không  | Không | 58mm           |
| 28–80mm V         | f/3.5-5.6  | 1999          | Có    | Không | Không  | Không | 58mm           |
| 28–90 mm II       | f/4-5.6    | 2003          | Có    | Không | Không  | Không | 58mm           |
| 28–90mm III       | f/4-5.6    | 2004          | Không | Không | Không  | Không | 58mm           |
| 28–105 mm         | f/3.5-4.5  | 1992          | Có    | Không | Không  | Không | 58mm           |
| 28–105 mm II      | f/3.5-4.5  | 2000          | Có    | Không | Không  | Không | 58mm           |
| 28–105mm          | f/4-5.6    | 2002          | Có    | Không | Không  | Không | 58mm           |
| 28–135 mm         | f/3.5-5.6  | 1998          | Có    | Có    | Không  | Không | 72mm           |
| 28–200 mm         | f/3.5-5.6  | 2000          | Có    | Không | Không  | Không | 72mm           |
| 28–200mm          | f/3.5-5.6  | 2000          | Không | Không | Không  | Không | 72mm           |
| 28–300 mm         | f/3.5-5.6  | 2004          | Có    | Có    | Có     | Không | 77mm           |
| 35–70 mm          | f/3.5-4.5  | 1987          | Không | Không | Không  | Không | 52mm           |
| 35–70mm           | f/3.5-4.5A | 1988          | Không | Không | Không  | Không | 52mm           |
| 35–80 mm III      | f/4-5.6    | 1995          | Không | Không | Không  | Không | 52mm           |
| 35–80mm           | f/4-5.6    | 1992          | Có    | Không | Không  | Không | 52mm           |
| 35–80mm PZ        | f/4-5.6    | 1990          | Có    | Không | Không  | Không | 52 mm          |
| 35–105 mm         | f/3.5-4.5  | 1987          | Không | Không | Không  | Không | 58mm           |
| 35–105mm          | f/4.5-5.6  | 1992          | Có    | Không | Không  | Không | 58mm           |
| 35–135 mm         | f/3.5-4.5  | 1988          | Không | Không | Không  | Không | 58mm           |
| 35–135mm          | f/4-5.6    | 1990          | Có    | Không | Không  | Không | 58mm           |
| 35–350 mm         | f/3.5-5.6  | 1993          | Có    | Không | Có     | Không | 72mm           |
| 38–76 mm          | f/4.5-5.6  | 1995          | Không | Không | Không  | Không | 52mm           |
| 50–200 mm         | f/3.5-4.5  | 1987          | Không | Không | Không  | Không | 58mm           |
| 50–200mm          | f/3.5-4.5  | 1988          | Không | Không | Có     | Không | 58mm           |
| 55–200 mm II      | f/4.5-5.6  | 2003          | Có    | Không | Không  | Không | 52 mm          |
| 70–200 mm         | f/2.8      | 2001          | Có    | Có    | Có     | Không | 77 mm          |
| 70–200mm II       | f/2.8      | 2010          | Có    | Có    | Có     | Không | 77 mm          |
| 70–200mm          | f/2.8      | 1995          | Có    | Không | Có     | Không | 77 mm          |
| 70–200mm          | f/4        | 2006          | Có    | Có    | Có     | Không | 67 mm          |
| 70–200mm          | f/4        | 1999          | Có    | Không | Có     | Không | 67 mm          |
| 70–210 mm         | f/3.5-4.5  | 1990          | Có    | Không | Không  | Không | 58 mm          |
| 70–210 mm         | f/4        | 1987          | Không | Không | Không  | Không | 58 mm          |
| 70–300 mm         | f/4.5-5.6  | 2004          | Có    | Có    | Không  | Có    | 58 mm          |
| 70–300 mm         | f/4-5.6    | 2005          | Có    | Có    | Không  | Không | 58 mm          |
| 70–300 mm         | f/4-5.6    | 2010          | Có    | Có    | Có     | Không | 67 mm          |
| 70–300 mm         | f/4-5.6    | 2016          | Có    | Có    | Không  | Không | 67 mm          |
| 75–300 mm         | f/4-5.6    | 1995          | Có    | Có    | Không  | Không | 58 mm          |
| 75–300 mm II      | f/4-5.6    | 1991          | Có    | Không | Không  | Không | 58 mm          |
| 75–300 mm III     | f/4-5.6    | 1999          | Không | Không | Không  | Không | 58 mm          |
| 80–200 mm         | f/2.8      | 1989          | Không | Không | Có     | Không | 72 mm          |
| 80–200 mm         | f/4.5-5.6  | 1992          | Có    | Không | Không  | Không | 52mm           |
| 80–200mm II       | f/4.5-5.6  | 1990          | Không | Không | Không  | Không | 52mm           |
| 90–300 mm         | f/4.5-5.6  | 2003          | Không | Không | Không  | Không | 58mm           |
| 90–300mm          | f/4.5-5.6  | 2002          | Có    | Không | Không  | Không | 58 mm          |
| 100–200 mm        | f/4.5A     | 1988          | Không | Không | Không  | Không | 58 mm          |
| 100–300 mm        | f/4.5-5.6  | 1990          | Có    | Không | Không  | Không | 58 mm          |
| 100–300 mm        | f/5.6      | 1987          | Không | Không | Không  | Không | 58mm           |
| 100–300mm         | f/5.6      | 1987          | Không | Không | Có     | Không | 58mm           |
| 100–400mm         | f/4.5-5.6  | 1998          | Có    | Có    | Có     | Không | 77mm           |
| 100–400mm II      | f/4.5-5.6  | 2014          | Có    | Có    | Có     | Không | 77mm           |
| 200–400 mm        | f/4        | 2013          | Có    | Có    | Có     | Không | 52mm, tích hợp |

### Một tiêu cự
| Chiều dài tiêu cự  | Khẩu độ | Đang sản xuất | Macro | USM   | IS    | Dòng L | DO    | Cỡ filter      |
| ------------------ | ------- | ------------- | ----- | ----- | ----- | ------ | ----- | -------------- |
| 14 mm              | f/2.8   | 1991          | Không | Có    | Không | Có     | Không | gel            |
| 14 mm II           | f/2.8   | 2007          | Không | Có    | Không | Có     | Không | gel            |
| 15 mm (fisheye)    | f/2.8   | 1987          | Không | Không | Không | Không  | Không | gel            |
| 20 mm              | f/2.8   | 1992          | Không | Có    | Không | Không  | Không | 72mm           |
| 24 mm              | f/1.4   | 1997          | Không | Có    | Không | Có     | Không | 77mm           |
| 24 mm II           | f/1.4   | 2008          | Không | Có    | Không | Có     | Không | 77mm           |
| 24 mm              | f/2.8   | 1988          | Không | Không | Không | Không  | Không | 58mm           |
| 24 mm IS           | f/2.8   | 2012          | Không | Có    | Có    | Không  | Không | 58mm           |
| 28 mm              | f/1.8   | 1995          | Không | Có    | Không | Không  | Không | 58mm           |
| 28 mm              | f/2.8   | 1987          | Không | Không | Không | Không  | Không | 52mm           |
| 28 mm IS           | f/2.8   | 2012          | Không | Có    | Có    | Không  | Không | 58mm           |
| 35 mm              | f/1.4   | 1998          | Không | Có    | Không | Có     | Không | 72mm           |
| 35 mm II           | f/1.4   | 2015          | Không | Có    | Không | Có     | Không | 72mm           |
| 35 mm              | f/2     | 1990          | Không | Không | Không | Không  | Không | 52mm           |
| 35 mm IS           | f/2     | 2012          | Không | Có    | Có    | Không  | Không | 67mm           |
| 40 mm              | f/2.8   | 2012          | Không | Không | Không | Không  | Không | 52mm           |
| 50 mm              | f/1.0   | 1989          | Không | Có    | Không | Có     | Không | 72mm           |
| 50 mm              | f/1.2   | 2006          | Không | Có    | Không | Có     | Không | 72mm           |
| 50 mm              | f/1.4   | 1993          | Không | Có    | Không | Không  | Không | 58mm           |
| 50 mm              | f/1.8   | 1987          | Không | Không | Không | Không  | Không | 52mm           |
| 50 mm II           | f/1.8   | 1990          | Không | Không | Không | Không  | Không | 52mm           |
| 50 mm STM          | f/1.8   | 2015          | Không | Không | Không | Không  | Không | 49mm           |
| 50 mm              | f/2.5   | 1987          | Có    | Không | Không | Không  | Không | 52mm           |
| 65 mm              | f/2.8   | 1999          | Có    | Không | Không | Không  | Không | 58mm           |
| 85 mm              | f/1.2   | 1989          | Không | Có    | Không | Có     | Không | 72mm           |
| 85 mm II           | f/1.2   | 2006          | Không | Có    | Không | Có     | Không | 72mm           |
| 85 mm              | f/1.8   | 1992          | Không | Có    | Không | Không  | Không | 58mm           |
| 100 mm             | f/2     | 1991          | Không | Có    | Không | Không  | Không | 58mm           |
| 100 mm             | f/2.8   | 1990          | Có    | Không | Không | Không  | Không | 58mm           |
| 100 mm             | f/2.8   | 2000          | Có    | Có    | Không | Không  | Không | 58mm           |
| 100 mm             | f/2.8   | 2009          | Có    | Có    | Có    | Có     | Không | 67mm           |
| 135 mm             | f/2     | 1996          | Không | Có    | Không | Có     | Không | 72mm           |
| 135 mm (SoftFocus) | f/2.8   | 1987          | Không | Không | Không | Không  | Không | 52mm           |
| 180 mm             | f/3.5   | 1996          | Có    | Không | Không | Có     | Không | 72mm           |
| 200 mm             | f/1.8   | 1988          | Không | Có    | Không | Có     | Không | 48mm, tích hợp |
| 200 mm             | f/2.0   | 2008          | Không | Có    | Có    | Có     | Không | 52mm, tích hợp |
| 200 mm             | f/2.8   | 1991          | Không | Có    | Không | Có     | Không | 72mm           |
| 200 mm II          | f/2.8   | 1996          | Không | Có    | Không | Có     | Không | 72mm           |
| 300 mm f/2.8L USM  | f/2.8   | 1987          | Không | Có    | Không | Có     | Không | 48mm, tích hợp |
| 300 mm IS          | f/2.8   | 1999          | Không | Có    | Có    | Có     | Không | 52mm, tích hợp |
| 300 mm IS II       | f/2.8   | 2010          | Không | Có    | Có    | Có     | Không | 52mm, tích hợp |
| 300 mm             | f/4     | 1991          | Không | Có    | Không | Có     | Không | 77mm           |
| 300 mm IS          | f/4     | 1997          | Không | Có    | Có    | Có     | Không | 77mm           |
| 400 mm             | f/2.8   | 1991          | Không | Có    | Không | Có     | Không | 48mm, tích hợp |
| 400 mm II          | f/2.8   | 1996          | Không | Có    | Không | Có     | Không | 48mm, tích hợp |
| 400 mm IS          | f/2.8   | 1999          | Không | Có    | Có    | Có     | Không | 52mm, tích hợp |
| 400 mm IS II       | f/2.8   | 2011          | Không | Có    | Có    | Có     | Không | 52mm, tích hợp |
| 400 mm             | f/4     | 2001          | Không | Có    | Có    | Không  | Có    | 52mm, tích hợp |
| 400 mm II          | f/4     | 2014          | Không | Có    | Có    | Không  | Có    | 52mm, tích hợp |
| 400 mm             | f/5.6   | 1993          | Không | Có    | Không | Có     | Không | 77mm           |
| 500 mm             | f/4.5   | 1992          | Không | Có    | Không | Có     | Không | 48mm, tích hợp |
| 500 mm IS          | f/4     | 1999          | Không | Có    | Có    | Có     | Không | 52mm, tích hợp |
| 500 mm IS II       | f/4     | 2011          | Không | Có    | Có    | Có     | Không | 52mm, tích hợp |
| 600 mm             | f/4     | 1988          | Không | Có    | Không | Có     | Không | 48mm, tích hợp |
| 600 mm IS          | f/4     | 1999          | Không | Có    | Có    | Có     | Không | 52mm, tích hợp |
| 600 mm IS II       | f/4     | 2011          | Không | Có    | Có    | Có     | Không | 52mm, tích hợp |
| 800 mm             | f/5.6   | 2008          | Không | Có    | Có    | Có     | Không | 52mm, tích hợp |
| 1200 mm            | f/5.6   | 1993          | Không | Có    | Không | Có     | Không | 48mm, tích hợp |

1. ↑  Đọ phóng đại chỉ đạt 0,5. Khi dùng ngàm chuyển "Life-Size Converter EF" thì độ phóng đại mới tăng lên 1.

## Ngoại lệ
Canon sản xuất các ống TS-E và MP-E, tương thích với các thân máy dùng ngàm EF, dù chúng không được định danh EF. TS-E thích hợp cho việc chụp kiến trúc, MP-E thích hợp cho việc chụp phong cảnh. Tuy nhiên chúng không thể lấy nét và chỉnh khẩu tự động từ thân máy như các ống EF khác, do đó các thao tác trên cần thực hiện thủ công.